# Konichon d'Haïti
Espèce
Statut de conservation UICN

 VU  : Vulnérable
Le Konichon d'Haïti (Calyptophilus tertius), aussi appelé Tangara d'Haïti, est une espèce de passereaux appartenant à la famille des Thraupidae.